# 金城街道 (睢宁县)
金城街道是中华人民共和国江苏省徐州市睢宁县下辖的一个街道办事处。
2016年1月11日，江苏省人民政府批复同意设立金城街道。将原睢城镇的苏源、金城、常青3个居委会和桃园镇的邱胡、王营、金桥、魏圩、胡滩5个居委会以及庆安镇的邱圩、鲍庙2个居委会划归金城街道管理，金城街道办事处驻前进路19号。

## 行政区划
金城街道下辖以下村级行政区划单位：
魏圩社区、胡滩社区、鲍庙社区、邱圩社区、苏源社区、金城社区、王营社区、金桥社区、常青社区和邱胡社区。